# Tworzykowo
Tworzykowo – osada w Polsce położona w województwie wielkopolskim, w powiecie śremskim, w gminie Brodnica.
Wieś duchowna, własność kapituły katedralnej poznańskiej, pod koniec XVI wieku leżała w powiecie kościańskim  województwa poznańskiego. W latach 1975–1998 miejscowość administracyjnie należała do województwa poznańskiego.